# Elena D. Drabble
Elena D. Drabble fue una tenista argentina que fue finalista en dos oportunidades del Campeonato del Río de la Plata en la modalidad de dobles femenino.
En 1917 formó dupla con Dorothy W. Boadle y derrotaron en la final a Catalina N. Mackenzie y Winnie Mackenzie por 6-1 y 6-2.
En 1923, también juntó a Dorothy W. Boadle, cayeron en la final ante la dupla conformada por Julieta Ezcurra y María Turnbull de Rendtorff por 6-4, 5-7 y 6-1.